# Trick 'r Treat
Trick 'r Treat (bra: Contos do Dia das Bruxas; prt: Todos os Medos ou A Noite de Todos os Medos) é uma antologia de comédia de terror canado-estadunidense de 2007, escrito e dirigido por Michael Dougherty, inspirado no curta-metragem Season's Greetings, lançado em 1996.
O filme venceu o prêmio Audience Award do Screamfest Horror Film Festival 2008 e do Silver Audience Award, Toronto After Dark Film Festival. O wizarduniverse.com o classificou como o melhor filme de Halloween dos últimos de 30 anos.

## Enredo

### Abertura
Emma (Leslie Bibb) e seu marido Henry (Tahmoh Penikett), obcecados pelo feriado, criaram vários espantalhos fantasmas para o Dia das Bruxas na frente de sua casa. Depois de voltar para casa após uma festa de Halloween, Emma tenta apagar uma lanterna de abóbora, mas Henry lhe diz para não fazer isso, porque é contra a tradição apagar essas lanternas no Halloween. Ela a apaga de qualquer maneira. Enquanto Henry está dentro de casa esperando Emma tirar as decorações, ela é assassinada por uma pessoa com um pirulito em formato de abóbora que é usado como lâmina. Mais tarde, Henry sai e encontra a cabeça decepada de Emma, com o pirulito gigante em sua boca, pendurada em um dos espantalhos. Seus membros estão cortados e pendurados como decorações. A partir de então quem não cumprir as tradições do Halloween é assassinado misteriosamente.

### Diretor
Steven Wilkins (Dylan Baker), o diretor da cidade, flagra seu jovem vizinho Charlie (Brett Kelly) roubando doces de seu quintal. Sorrindo, o diretor se senta com Charlie na sua porta da frente e fala sobre roubar e sobre doces. Conquistando-o com uma cabeça de abóbora, Wilkins lhe dá um doce. Charlie come e é envenenado com cianeto. Ele vomita grandes quantidades de chocolate e sangue e fica desacordado. Wilkins enterra Charlie em seu quintal, junto com outro corpo desconhecido e tem um encontro com o seu vizinho, o Sr. Kreeg (Brian Cox) e seu cão. Depois de terminar de enterrar o garoto, Wilkins vê Kreeg gritando pela janela, implorando por ajuda; Wilkins o ignora e Kreeg é derrubado por uma figura desconhecida. Mais tarde, Wilkins vai até seu porão para ajudar o filho, Billy, a esculpir uma cabeça de abóbora e é revelado ser a cabeça decepada de Charlie. A sequência termina com Billy dizendo: "Mas não se esqueça de me ajudar com os olhos".

### O massacre do ônibus escolar
Cinco crianças, Macy (Britt McKillip), Schrader (Jean-Luc Bilodeau), Sara (Isabelle Deluce), Chip (Alberto Ghisi), e Rhonda (Samm Todd) vão até a pedreira local onde Macy lhes conta a lenda urbana sobre "O massacre do ônibus no Halloween". Trinta anos antes, um ônibus escolar contendo oito crianças, todos mentalmente doentes ao ponto de serem acorrentados a seus assentos, caiu no lago, no fundo da pedreira. O motorista do ônibus foi o único que sobreviveu. Macy revela que os pais das crianças pagaram o motorista do ônibus para matá-las e acabar com o constrangimento de sua "carga". Quanto ao ônibus, algumas pessoas dizem que afundou tão profundamente no lago, que não pôde ser encontrado. Outros dizem que a cidade não queria que o ônibus fosse encontrado.

#### Mortos vivos
O grupo faz uma brincadeira com Rhonda em que eles fingem ser os filhos mortos-vivos e a perseguem até que ela tropeça para fora da pedreira. Macy chuta uma cabeça de abóbora para dentro do lago. Logo após as crianças do ônibus escolar da lenda urbana levantam-se da água. As crianças mortas-vivas perseguem o grupo e conseguem agarrar as correntes que Sara veste como parte de seu traje. Arrastam-na para longe e logo depois ela morre. Enquanto isso, Rhonda se tranca no elevador que a leva para fora da pedreira. Apesar dos outros implorando para ela abrir a porta do elevador, ela os ignora, pois pensa que as crianças mortas vivas são falsas. Conforme Rhonda sai do elevador, as outras crianças são ouvidas sendo desmembradas e comidas vivas.

### Festa surpresa
Laurie (Anna Paquin), uma jovem de 22 anos de idade, virgem e autoconsciente, está se preparando para uma festa com sua irmã mais velha Danielle (Lauren Lee Smith) e suas duas amigas, Maria (Rochelle Aytes) e Janet (Moneca Delain). Irritada com conversas sobre meninos, Laurie fica para trás e planeja se juntar as outras mais tarde. As outras meninas encontram homens locais para levar junto com elas. Mais tarde, sozinha em seu caminho para a festa, Laurie é atacada por um vampiro vestido de preto. Enquanto isso, Danielle, Maria, e Janet estão na festa em uma fogueira com os homens que elas trouxeram. Danielle fica preocupada com Laurie. O corpo do vampiro de repente cai de uma árvore sobre a festa e Laurie aparece. O "vampiro" é o Diretor Wilkins disfarçado usando presas falsas. As garotas na festa, junto com Laurie, de repente se transformam em lobisomens.  Suas peles são removidas, e é revelado que "virgindade" de Laurie na verdade é que ela nunca matou ninguém como uma lobisomem. As meninas devoram suas vítimas junto com Wilkins.

### Sam
Kreeg, um homem que odeia o Dia das Bruxas, vive sozinho com seu cão, Spite, como seu único companheiro. Kreeg mostra seu desgosto para o Halloween assustando quem bate a sua porta para pedir doces. Enquanto está em casa, Kreeg é atacado por Sam (Quinn Lord). Durante a luta, Kreeg arranca o saco sobre a cabeça de Sam, a cabeça dele é um cruzamento entre uma cabeça de abóbora e um crânio humano. Kreeg corre para sua janela pedindo ajuda ao Sr. Wilkins, mas é atacado por Sam. Kreeg  consegue disparar sua arma contra Sam, aparentemente matando-o e decepando uma das mãos de Sam no processo. Quando Kreeg disca 9-1-1, Sam reatribui sua mão e ataca novamente, esfaqueando Kreeg com um grande pirulito em formato de abóbora do qual ele deu uma mordida, tornando-o afiado. Sam descobre que o pirulito acertou um pedaço de chocolate do qual Kreeg já havia dado uma mordida. Sam leva o pirulito encravado no chocolate e vai embora. Enquanto isso, mostra-se perto da lareira queimando, uma foto da classe dos filhos mascarados do "Massacre do ônibus escolar" e o motorista do ônibus é Kreeg.

### Conclusão
Enfaixado e machucado depois de seu encontro com Sam, Kreeg atende sua porta para dar doces para as crianças (em inglês "trick-or-treaters"). De sua varanda, ele vê Sam andar atrás de Emma na casa de Henry, logo após ela apagar a cabeça de abóbora. Rhonda anda pela rua em transe e é quase atingida pelas meninas lobisomem rindo em seu veículo, a caminho de volta da festa surpresa. O jovem Billy Wilkins está sentado em sua varanda, entrega doces vestindo um traje do "Diretor Wilkins". Kreeg vai para dentro da casa e há uma outra batida na porta. Ele a abre e encontra as crianças do "Massacre do ônibus escolar" paradas com suas malas abertas, dizendo: "Trick 'r Treat". O final é processado como páginas de quadrinhos que mostram o cruel destino do motorista do ônibus nas mãos das crianças mortas-vivas.

## Elenco
- Dylan Baker como Steven Wilkins
- Rochelle Aytes como Maria
- Anna Paquin como Laurie
- Brian Cox como Mr. Kreeg
- Quinn Lord como Sam / Peeping Tommy
- Lauren Lee Smith como Danielle
- Tahmoh Penikett como Henry
- Brett Kelly como Charlie
- Britt McKillip como Macy
- Isabelle Deluce como Sara
- Jean-Luc Bilodeau como Schrader
- Samm Todd as Rhonda
- Alberto Ghisi as Chip
- Leslie Bibb como Emma
- Patrick Gilmore como Bud The Cameraman
- C. Ernst Harth como Giant Baby
- Christine Willes como Mrs. Henderson

## HQ's
Wildstorm Comics, uma empresa selo DC Comics, tinha planejado lançar uma adaptação de quatro histórias de Trick 'r Treat escrito por Marc Andreyko e ilustrado por Fiona Staples, com capas de Michael Dougherty, Breehn Burnsand e Ragnar. Inicialmente, a série seria publicada semanalmente em outubro de 2007, terminando no Dia das Bruxas, mas foi adiada devido ao lançamento do filme. As quatro histórias em quadrinhos foram lançadas como uma adaptação gráfica em outubro de 2009.

## Lançamento
Originalmente previsto para um lançamento em 5 de outubro de 2007, foi anunciado em setembro de 2007 que o filme havia sido adiado e assim ocorreu durante dois anos. Mesmo assim, o filme conquistou popularidade como uma obra cult. Warner Bros. Pictures e Legendary Pictures lançaram o filme em DVD e blu-ray em 6 de outubro de 2009 na América do Norte, dia 26 de outubro no Reino Unido e em 28 de outubro na Austrália.

## Recepção
Trcik 'r Treat teve recepção geralmente favorável por parte da crítica profissional. Com índice de 85%, o Rotten Tomatoes chegou ao consenso: "Uma homenagem habilmente trabalhada sobre lendas de Halloween que atinge todas as marcas do gênero, com entusiasmo e suspense à moda antiga." David Keyes, escreveu uma crítica negativa para o Cinemaphile.org: "Assistir ao filme em si certamente não contribui muito no caminho da clareza, infelizmente. (...) Nem mesmo eles [os personagens] são construídos sobre o fundamento da observação humana sensata; Eles jogam como máquinas do macabro, tão dessensibilizados pelo perigo da atmosfera que eles já não podem dizer a diferença entre uma interação normal e um que ameaça suas vidas. (...) Esses comportamentos bizarros são ampliados além da mera periferia da história, que está menos interessada em objetivos singulares e mais impulsionada por pontos complicados. (...) Violência e horror se seguem (...) o filme dobra-se para trás para encontrar sutis ligações para muitas das histórias periféricas (...) [O roteiro] é óbvio e desajeitado (...) É paródia? Reflexão irônica? Massacre cómico?"

## Sequência
Michael Dougherty anunciou em outubro de 2009 que ele está planejando uma continuação, mas depois afirmou que não havia "nenhum desenvolvimento ativo, nem uma tentativa de arremesso."  Ele passou a dizer que "[a] mais adeptos continuarem a apoiar a divulgação do filme, o mais provável é que Sam vai subir a partir do remendo da abóbora mais uma vez."
Dougherty ajudou a criar um Eastertrailer, um curta promocional para a FEARnet's Trick 'r Treat 24 horas de maratona para o Dia das Bruxas de 2011, o trailer mostrou a celebração de Páscoa de uma família se transformando em horror, com Sam olhando o caos do lado de fora vestido de orelhas de coelho. Em outubro de 2013, Dougherty e Legendary Pictures anunciou oficialmente uma sequência, intitulada Trick 'r Treat 2. Dougherty disse que pretende "sacudir um pouco" com a sequência. Em 25 de agosto de 2016, o Slash Film divulgou mais detalhes da produção.

## Prêmios
- 2008 - Audience Choice Award, Screamfest Horror Film Festival [18]
- 2009 - Silver Audience Award, Toronto After Dark Film Festival [19]